# Svenska mästerskapen i längdskidåkning 1977
Svenska mästerskapen i längdskidåkning 1977 arrangerades i Sundsvall.

## Medaljörer, resultat

### Herrar
| Gren              | Guld                                                         | Guld                                                         | Silver             | Silver    | Brons           | Brons      |
| 15 km             | Erik Wäppling                                                | Skellefteå SK                                                | Christer Johansson | MoDo AIK  | Thomas Magnuson | Delsbo IF  |
| 30 km             | Sven-Åke Lundbäck                                            | Bergnäsets AIK                                               | Thomas Wassberg    | Åsarna IK | Jonas Yttergård | Tynderö IK |
| 50 km             | Sven-Åke Lundbäck                                            | Bergnäsets AIK                                               | Christer Johansson | MoDo AIK  | Thomas Wassberg | Åsarna IK  |
| Stafett 3 x 10 km | Skellefteå SK (Tommy Lundberg, Jarl Svensson, Erik Wäppling) | Skellefteå SK (Tommy Lundberg, Jarl Svensson, Erik Wäppling) |                    |           |                 |            |
| Lagtävling 15 km  | Skellefteå SK                                                | Skellefteå SK                                                |                    |           |                 |            |
| Lagtävling 30 km  | Skellefteå SK                                                | Skellefteå SK                                                |                    |           |                 |            |
| Lagtävling 50 km  | Skellefteå SK                                                | Skellefteå SK                                                |                    |           |                 |            |

### Damer
| Gren             | Guld                                                        | Guld                                                        | Silver          | Silver      | Brons           | Brons           |
| 5 km             | Eva Olsson                                                  | Delsbo IF                                                   | Marie Johansson | Ludvika FFI | Lena Carlzon    | Malmbergets AIF |
| 10 km            | Lena Carlzon                                                | Malmbergets AIF                                             | Eva Olsson      | Delsbo IF   | Marie Johansson | Ludvika FFI     |
| 20 km            | Eva Olsson                                                  | Delsbo IF                                                   | Marie Johansson | Ludvika FFI | Lena Carlzon    | Malmbergets AIF |
| Stafett 3 x 5 km | Delsbo IF (Margareta Hermansson, Eva Olsson, Gudrun Fröjdh) | Delsbo IF (Margareta Hermansson, Eva Olsson, Gudrun Fröjdh) |                 |             |                 |                 |
| Lagtävling 5 km  | Delsbo IF                                                   | Delsbo IF                                                   |                 |             |                 |                 |
| Lagtävling 10 km | Delsbo IF                                                   | Delsbo IF                                                   |                 |             |                 |                 |
| Lagtävling 20 km | Delsbo IF                                                   | Delsbo IF                                                   |                 |             |                 |                 |

### Webbkällor
- Svenska Skidförbundet